# Jaroslav Albín Kvita
Jaroslav Albín Kvita (15. května 1915 Rybí – 10. září 1961 Brno) byl český římskokatolický řeholní kněz, učitel – katecheta a mučedník komunistické totality.

## Život
Narodil se jako Jaroslav Kvita 15. května 1915 v Rybí nedaleko Nového Jičína do rodiny kloboučnického dělníka Eduarda Kvity a jeho manželky Terezie, rozené Sochové. Pocházel z chudých poměrů, byl nejstarší ze sedmi dětí. Otec pracoval v továrně Tonak v Novém Jičíně a rodina měla u domku malé hospodářství. Obecnou školu vychodil v Rybí. V roce 1926 nastoupil díky přispění místního faráře P. Dostála, který v jeho duši rozpoznal rodící se kněžské povolání, do juvenátu salvatoriánů ve Valašském Meziříčí, kde zároveň studoval na gymnáziu. Juvenát byl určen pro chlapce, kteří uvažovali o kněžském povolání a chtěli poznat, jak vypadá řeholní život.
V sedmnácti letech se Jaroslav rozhodl vstoupit do kongregace salvatoriánů. Noviciát prožil v Heinzendorfu (dnes Bagno) v Dolním Slezsku. První sliby složil 8. září 1933, přijal řeholní jméno Albín. Pak studoval na řádových školách v Německu. Věčné sliby složil 8. září 1936 na Vranově, kněžské svěcení přijal 29. června 1938 v Pasově, 3. července 1938 slavil primiční mši svatou v Rybí.
Jako řeholní kněz byl začleněn do salvatoriánské komunity ve farnosti Brno-Husovice. Zde jako kaplan vykonával dle pokynu představených obvyklou kněžskou svátostnou službu, jako katecheta vyučoval náboženství na místních školách. Ve farnosti organizoval dětský a mládežnický pěvecký sbor. Často také vypomáhal na poutním místě u Panny Marie na Vranově.
V době poválečné obnovy tělovýchovné organizace Orel se stal jejím členem a působil jako duchovní rádce orelské jednoty v Brně-Husovicích. Byl členem Československé strany lidové. Jako její nominant pracoval v kulturní a zdravotní komisi místního národního výboru.
V roce 1947 se stal členem vedení československé provincie salvatoriánů jako první rádce provinciála. Vykonával také funkci ekonoma a sekretáře provincie.
Po likvidaci mužských klášterů komunistickou StB v dubnu 1950 byl P. Albín internován v Oseku u Duchcova a od roku 1951 jako zvlášť nebezpečný v internačním táboře v Želivu. Po svém propuštění v září 1955 bydlel ve Vražném a pracoval v dřevařském závodě v Mankovicích.
V utajení dále pokračoval v pastorační práci. Organizoval schůzky dětí a mládeže na Odersku. Také se setkával s řeholními spolubratry a v improvizovaných podmínkách se snažili uskutečňovat svůj řeholní ideál. Tato činnost přes veškerou snahu o utajení neunikla pozornosti StB.
V rámci celorepublikové razie proti salvatoriánům byl 27. června 1961 zatčen a uvězněn v Ostravě. Spolu s dalšími členy salvatoriánského řádu byl obviněn z trestného činu podvracení republiky a velezrady. Než ale došlo k soudnímu líčení, byl P. Albín 12. srpna v kritickém stavu převezen do nemocnice u sv. Anny v Brně, kde byl hospitalizován v její vězeňské části. Lékařem byla diagnostikována „život ohrožující choroba, která může každou chvíli vyústit do uremického komatu, které by vedlo neodvratně k smrti.“ Nemoc se nepodařilo zvrátit a 10. září 1961 P. Albín Jaroslav Kvita zemřel.
Rakev s tělesnými ostatky zesnulého byla převezena do Rybí, kde se 13. září konal pohřeb a kde byla uložena do kněžského hrobu na místním hřbitově.

## Hrob a pamětní deska

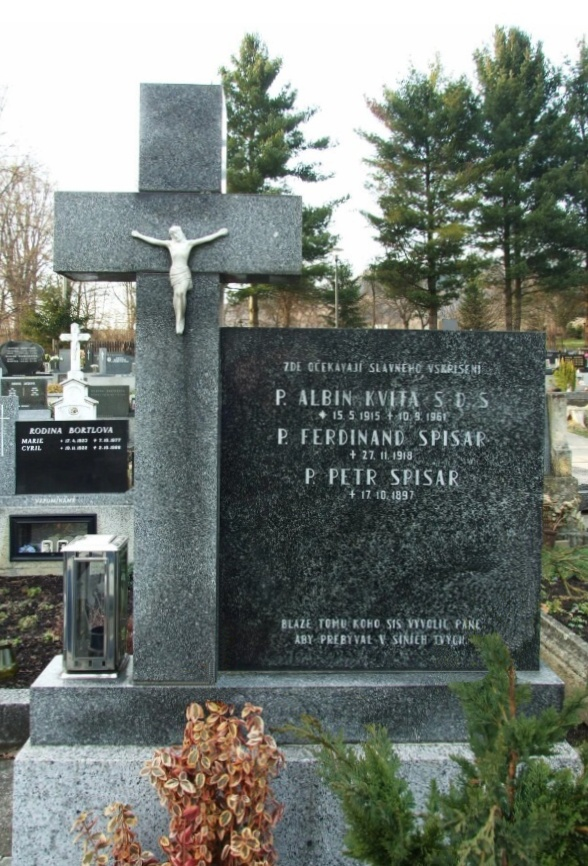
Hrob Pátera Kvity
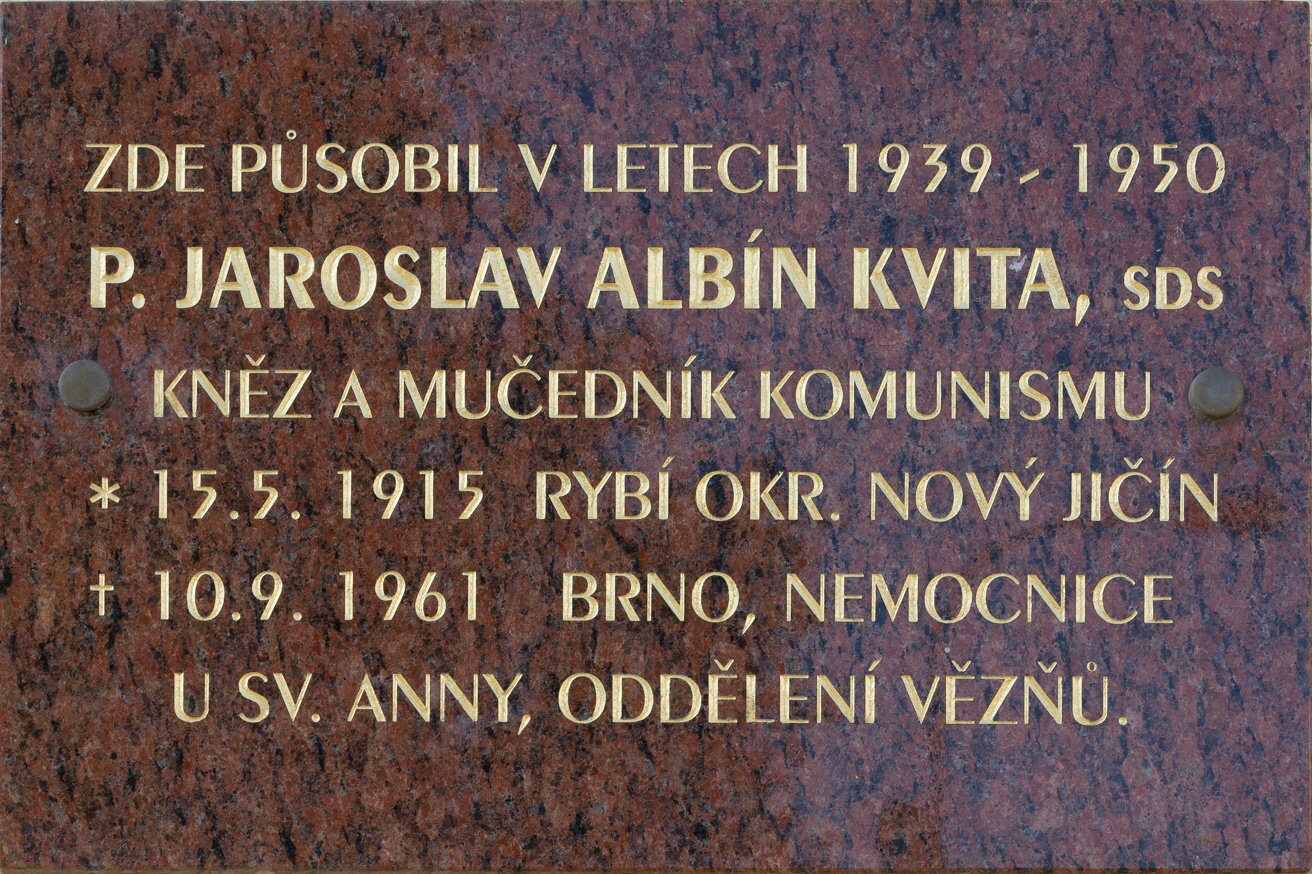
Pamětní deska na budově fary v Brně-Husovicích upomínající na Jaroslava Albína Kvitu